# Antoni Botey i Badia
Antoni Botey i Badia (Badalona, 15 de març de 1894 ‑ Barcelona, 15 de gener de 1939) va ser un compositor de música clàssica i sardanes, conegut especialment per la seva obra L'ametller.

## Biografia
Va néixer a Badalona el 15 de març de 1894, al carrer del Canonge Baranera, 22, aleshores anomenat carrer d'en Lluch. Va ser fill de Leopold Botey i Vila, jurisconsult, músic i compositor de sardanes i sarsueles, i d'Eulàlia Badia i Planas, tots dos naturals de la mateixa localitat.
Des de la infància va demostrar excel·lents aptituds per la música. Va començar a instruir-se amb el seu pare i ben aviat va començar els estudis a l'Escola Municipal de Música de Barcelona. Els seus mestres van ser Frederic Alfonso en solfeig i teoria, Manuel Viscasillas en violí, i, finalment, Enric Morera en harmonia, contrapunt i composició. Sempre va destacar com a alumne i va obtenir el Premi Maria Barrientos, i amb aquest una beca d'estudis musicals al Conservatori Reial de Brussel·les, tanmateix, l'esclat de la Primera Guerra Mundial va impedir el viatge.
Va intervenir com a concertista de violí a les principals ciutats catalanes. Al 1916 dedicà un concert als socis del Círcol Catòlic de Badalona, en el qual fou acompanyat al piano per Ferran Escofet, concertista badaloní, així com llicenciat en Medicina i Cirurgia. El 1918, l'Escola Municipal de Música de Barcelona, organitzà un recital a la Sala Mozart, on presentà dues de les seves composicions, sent una d'elles el Trio en la per a violí. En aquest context, cal destacar que els setmanaris locals del moment, així com també la premsa barcelonina, foren prou explícits en mostrar l'elogi del seu art com a concertista.
A finals de 1920 es reuní al local Gent Nova amb Jaume Costa, Salvador Valls, Joan Aymerich i Ramon Salsas, tots badalonins, amb l'empresa de fundar una institució que defensés el cultiu del cant, la qual derivà, l'any 1921, en la constitució oficial de l'Orfeó badaloní, del qual Botey va ser primer director artístic. En addició, creà conjuntament amb alguns amics de Badalona, un quartet de corda que fou inaugurat el 28 d’abril del 1921, al teatre Victoria.
Va obtenir diversos premis al llarg de la seva vida, un d'ells a la Festa de la Música Catalana de 1920. Botey va compondre més de seixanta sardanes des de la seva adolescència i han tingut una notable difusió. També va fer harmonitzacions de cançons populars per a cor mixt.
Els darrers anys de la seva vida va ser víctima d'una malaltia mental irreversible, manifestada una crisi que va alarmar tant la família que van decidir internar-lo a una clínica mental. Posteriorment, va ser traslladat a la casa d'estiueig que tenien a Òrrius, on una persona en tenia cura nit i dia. En acabar la Guerra Civil, Botey es trobava ingressat a la Clínica Nova Betlem de Barcelona, on va morir el 15 de gener de 1939, a un mes escàs de fer els 43 anys. El seu germà Artur –que estava amagat– el va poder veure una mica abans de morir, i només el seu cosí, Francesc Soler i Badia, va poder assistir al seu enterrament el dia 17 de gener, en un nínxol del cementiri del Poblenou.

## Obra
Malgrat morir molt jove, va deixar testimoniatge de la seva condició de compositor prolífic. Compongué nombroses sardanes per a cobla, i versionà part de la seva producció musical per a gran orquestra i per a piano. Entre les sardanes, destacaren L'ametller, L'abella, Saltironant, Plou i fa sol i La sardana de Ripoll.
Compongué la seva primera sardana Quan el pare no té pa amb catorze anys (1908) a Òrrius, població del Maresme on estiuejava i, molt probablement, es basà en la melodia de la cançó popular homònima, atesa la gran predilecció que sentia per les cançons tradicionals. La darrera sardana que compongué fou Tardor, l'any 1925.
A l'edat de quinze anys (1909), confeccionà una nova sardana anomenada Vora el mar, la qual dedicà als seus progenitors. A la seva producció musical queda reflectit de forma ben palesa l'estil heretat del seu admirat mestre Morera, el qual no eclipsa però la seva pròpia personalitat musical. D'altra banda, sota el consell d'un familiar seu, Joan de Déu Soler i Badia, començà a escriure una obra dedicada a les quatre estacions de l'any en forma de sardana. Malauradament, quan només li faltava per escriure L'estiu, va caure malalt i l'obra en qüestió quedà incompleta.
En addició, confeccionà concerts per a piano i violí i violoncel, així com sonates, cançons per a cant i piano, el poema simfònic Venus i Adonis i arranjaments de tota mena. També va reciclar melodies populars i tonades catalanes transformant-les en música coral per a veus mixtes.

## Llistat de composicions
Música simfònica
- Cant patriòtic, per a baríton i orquestra
- Venus i Adonis, poema simfònic
- Esplai, per a piano i orquestra. L'obra fou donada a conèixer per l'Associació Intima de Concerts, sota la direcció del mestre Ainaud.[6]

Música de cambra
- Sonata per a violoncel i piano
- Trio per a violí, violoncel i piano

Sardanes
- A en Clavé
- Caterineta
- En Carlets
- L'abella
- Sar
- L'ametller
- L'enamorada
- La sardana de Ripoll
- Matinada
- Plou i fa sol
- Primavera

Música religiosa
Melodies per a cant i piano

## Llegat
Deu anys després de la seva mort, l'Ajuntament de Badalona acordà, en la sessió plenària de 30 de novembre de 1949, dedicar-li un carrer a la ciutat, al barri de Sant Crist de Can Cabanyes, sense cap mena de reconeixement o acte solemne. Amb tot, durant les dècades de 1960 i 1970 fou objecte de diversos homenatges a la ciutat, sent-ne exemple la col·locació d'una làpida commemorativa en el carrer que duu el seu nom el 1976 per part de l'Associació de Veïns de Sant Crist. Quaranta anys després, l'associació de veïns, en col·laboració amb l'Orfeó Badaloní, novament organitzà un homenatge a Botey amb una lectura de la història del mestre i un concert de l'orfeó a la parròquia de la Mare de Déu de Montserrat.
A banda del carrer que duu el seu nom, la ciutat va batejar també amb el seu nom una escola al barri de Sant Mori de Llefià el 1976. L'any 1994 amb motiu del centenari del seu naixement, s'incorporà una placa a la casa on va néixer, ubicada al carrer del Canonge Baranera, 22.